# Пркос Ласињски
Пркос Ласињски је насељено место у општини Ласиња, Карловачка жупанија, Република Хрватска.

## Историја
Пркос Ласињски се од распада Југославије до августа 1995. године налазио у Републици Српској Крајини. До територијалне реорганизације у Хрватској насеље се налазило у саставу бивше велике општине Карловац.

### Други светски рат
Село Пркос је у Независној Држави Хрватској готово потпуно уништено. Усташе су 21. децембра 1941. године из Пркоса и Дугог Села Ласињског побиле 1.446 српских цивила — жена, деце и стараца. Села су спалили до темеља. Спомен костурница где почивају посмртни остаци жртава честа је мета проусташких вандала у данашњој Хрватској *.

## Становништво
Насеље је према попису становништва из 2011. године имало 52 становника.

### Број становника по пописима
| Националност   | 2001. | 1991. | 1981. | 1971. | 1961. | 1953. | 1948. | 1931. | 1921. | 1910. | 1900. | 1890. | 1880. | 1869. | 1857. |
| бр. становника | 38    | 142   | 176   | 214   | 288   | 285   | 235   | 570   | 435   | 435   | 403   | 363   | %     | %     | %     |

- напомене:

Исказује се од 1890. До 1931. исказује се као део насеља. Подаци од 1857. до 1880. садржани су у насељу Бански Ковачевац. У 1890. и 1900. исказивано под именом Пркос, а од 1910. надаље под именом Пркос Ласињски. У 1991. смањено за део подручја насеља који је припојен насељу Ново Село Ласињско. За издвојени део садржи податке од 1890. до 1981.

### Национални састав
| Националност       | 2001.       | 1991.        | 1981.        | 1971.        | 1961.      |
| Хрвати             | 24 (63,15%) | 3 (2,11%)    | 4 (2,27%)    | 3 (1,40%)    | 0          |
| Срби               | 12 (31,57%) | 131 (92,25%) | 164 (93,18%) | 211 (98,59%) | 288 (100%) |
| Југословени        | 0           | 4 (2,81%)    | 7 (3,97%)    | 0            | 0          |
| остали и непознато | 2 (5,26%)   | 4 (2,81%)    | 1 (0,56%)    | 0            | 0          |
| Укупно             | 38          | 142          | 176          | 214          | 288        |